# ジェームズ・カフ (初代ティローリー男爵)
初代ティローリー男爵ジェームズ・カフ（英語: James Cuffe, 1st Baron Tyrawley PC (Ire)、1748年 – 1821年6月15日）は、アイルランド王国出身の政治家、貴族。

## 生涯
ジェームズ・カフとエリザベス・ゴア（Elizabeth Gore、第2代準男爵サー・アーサー・ゴアの娘）の息子として、1748年に生まれた。1762年3月20日に父の遺産を継承した。
1768年から1797年までメイヨー選挙区の代表としてアイルランド庶民院議員を務めた。1776年の選挙ではドニゴール・バラ選挙区でも、1783年の選挙ではチュアム選挙区でも当選したが、2回とも引き続きメイヨー選挙区の代表として議員を務めることを選択した。
アイルランド枢密院の枢密顧問官やメイヨー県総督を歴任した。
1797年11月7日、アイルランド貴族であるバリンローブのティローリー男爵に叙された。1800年にグレートブリテン及びアイルランド連合王国が成立すると、アイルランド貴族代表議員に選出され、1821年まで務めた。
1770年4月28日にメアリー・レヴィング（Mary Levinge、1808年5月11日没、リチャード・レヴィングの娘）と結婚したが、2人の間に嫡子はおらず、1821年6月15日に死去すると爵位は廃絶した。
サラ・ウェウィッツァーとの間に庶子ジェームズ・カフ（1780年以前 – 1828年、連合王国庶民院議員）をもうけた。ティローリー男爵はジェームズの叙爵を申請したが、失敗に終わったという。

## 人物
第5代チェスターフィールド伯爵フィリップ・スタンホープ（1755年 – 1815年）は晩年に「ティローリーと私は死んで久しいが、それを広く知られることを選ばなかった」と形容した。
ホレス・ウォルポールによると、ティローリー男爵はユーモアに富むが、普段のふるまいが横柄で軽蔑的だったという。